# Chuchelná (przystanek kolejowy)
Chuchelná – przystanek kolejowy w Chuchelnej (okres Opawa), w kraju morawsko-śląskim, w Czechach. Stacja znajduje na wysokości 260 m n.p.m. i jest przystankiem końcowym linii kolejowej nr 318.